# Senotainia flavicornis
Senotainia flavicornis är en tvåvingeart som först beskrevs av Townsend 1891.  Senotainia flavicornis ingår i släktet Senotainia och familjen köttflugor. Inga underarter finns listade i Catalogue of Life.